# Bayerischer Printpreis
Der Bayerische Printpreis (bis 2018 Bayerischer Printmedienpreis) wird seit 2000 von der Bayerischen Staatsregierung für herausragende verlegerische, gestalterische und technische Leistungen im Bereich Zeitung, Zeitschrift und Druck verliehen. Er wurde gemeinsam mit dem Verband Bayerischer Zeitungsverleger, dem Verband der Zeitschriftenverlage in Bayern und dem Verband Druck und Medien Bayern geschaffen, um die Bedeutung Bayerns als wichtigstes Verlags- und Printmedienzentrum in Deutschland zu unterstreichen.
Der Bayerische Printmedienpreis wird bundesweit ausgelobt. Ferner sind Einreichungen in drei Kategorien möglich. Preissymbol ist ebenso wie beim Bayerischen Filmpreis (Pierrot) und beim Bayerischen Fernsehpreis (Blauer Panther) eine Figur aus der Porzellanmanufaktur Nymphenburg, und zwar die Siegesgöttin Nike. Die Auswahl trifft eine unabhängige Jury.

## Kategorien
- Kategorie Zeitung – neue Ansätze bei der Publikation (Produktideen & Prozesse) von Zeitungsinhalten und bei der Vermarktung
- Kategorie Zeitschrift – besonders innovative, neue Zeitschriften oder ein erfolgreicher Relaunch eines bereits bestehenden Magazins, es zählen Originalität, Kreativität, Alleinstellungsmerkmal und Innovationskraft.
- Kategorie Druck –  qualitativ hochwertige und herausragende Printprodukte, es zählen Idee, Gestaltung, Originalität, Kreativität, Alleinstellungsmerkmal, Innovationsgrad, Druck, Verarbeitung, Ästhetik und Haptik der Einreichung.
- Der Ehrenpreis des Bayerischen Ministerpräsidenten – Persönlichkeiten, die sich durch ihr unternehmerisches Handeln um den Standort Bayern verdient gemacht haben.

Bis zur Preisverleihung 2016 hießen die Kategorien:
- Unternehmerpreis – Bayerischer Printmedienpreis für herausragende unternehmerische Leistungen
- Technikpreis – Bayerischer Printmedienpreis für herausragende technische Leistungen
- Innovationspreis – Bayerischer Printmedienpreis für herausragende Leistungen junger Unternehmen – dotiert mit 10.000 Euro
- Der Bayerische Ministerpräsident vergibt zudem einen undotierten Ehrenpreis

## Verleihung
Bisher wurde der Preis jeweils im Rahmen der Medientage (Fachkongress der gesamten Medien- und Kommunikationsbranche in Deutschland im Oktober) in München verliehen.

## Preisträger
- 2000: Hubert Burda und Helmut Markwort für das verlegerische Gesamtkonzept von Focus, Focus Money, Focus TV und Focus Online
- 2001: Unternehmen Walter Biering, München, für das innovative Konzept eines mittelständischen Unternehmens der Druck- und Medienindustrie
- 2002: Mainpresse Zeitungsverlagsgesellschaft mbH & Co., Würzburg für ihr medienpädagogischen Projekt Klasse!-Kids, das Kindern Medienkompetenz vermittelt
- 2003: Spotlight Verlag GmbH & Co. KG, Planegg, für sein Portfolio an Sprachmagazinen
- 2004: Unternehmen Franz Anton Niedermayr, Graphische Kunstanstalt seit 1801, Regensburg, für seine konsequente Ausrichtung auf den Kundennutzen durch innovative Vernetzung
- 2005: Süddeutsche Zeitung, München, für ihr 2004 erarbeitetes verlegerisches Gesamtkonzept
- 2006: Johann Michael Sailer Verlag, Nürnberg, für die innovative Neupositionierung seiner Kinder- und Jugendzeitschriften und seinem anspruchsvollen Wissensportal für Kinder, Lehrer und Eltern
- 2008: FAZ Lesesaal der Frankfurter Allgemeine für herausragende unternehmerische Leistungen, manroland AG, Offenbach, für herausragende technische Leistungen, Blue Ocean Entertainment AG, Stuttgart für herausragende Leistungen junger Unternehmen und Ellinor Holland, Verlegerin und Herausgeberin der Augsburger Allgemeinen (Ehrenpreis des Bayerischen Ministerpräsidenten)
- 2010: meisterdruck GmbH für herausragende unternehmerische Leistungen, Agentur Liquid für "Das lebende Buch" für herausragende technische Leistungen, Regionalmagazin edition:schwaben für herausragende Leistungen junger Unternehmen und Verleger Dirk Ippen, München (Ehrenpreis des Bayerischen Ministerpräsidenten)
- 2012: Herausragende unternehmerische Leistungen – Verlag PPVMEDIEN GmbH für die Produktfamilie „guitar“; Herausragende technische Leistungen – J. Gotteswinter GmbH für „The Current State of Snowboarding“; Herausragende Leistungen junger Unternehmen – Magazin „MUH“; Ehrenpreis des Bayerischen Ministerpräsidenten – Koenig & Bauer AG
- 2014: Unternehmerpreis – Mittelbayerische Zeitung für das Projekt „Kommunalwahl“ mit der Verbindung von Printmedium zur digitalen Informationsdarbietung und Würdigung der verlegerischen Leistung der Mittelbayerischen Zeitung[2]; Technikpreis – Heidelberger Druckmaschinen AG, Speedmaster XL 162-8P Achtfarben Wendemaschine; Innovationspreis – Daniel Höly mit dem Magazin „SH!FT“; Der Ehrenpreis des Bayerischen Ministerpräsidenten ging an den Würzburger Verleger Kurt Eckernkamp
- 2016: Unternehmerpreis – Pinsker Druck und Medien GmbH für das Kundenmagazin „SCHWARZE KUNST“; Technikpreis – Kösel GmbH & Co. KG für das „TGM Programm 2016 – Landschaft mit Flattersatz“; Innovationspreis – Turi2 GmbH für das Projekt „Turi2 Edition – Werbung“; Ehrenpreis des Bayerischen Ministerpräsidenten – Verleger/Herausgeber Hermann Balle[3]
- 2018: Kategorie Druck: Passavia Druckservice – Fotobuch „Dimensioning Photography von Hubertus Hamm“; Kategorie Zeitung: Mediengruppe Straubinger Tagblatt / Landshuter Zeitung – „Freistunde“; Kategorie Zeitschrift: Süddeutsche Zeitung – Magazin „Süddeutsche Zeitung Familie“; Ehrenpreis d. Bayerischen Ministerpräsidenten: Thorsten Fischer, Gründer und CEO der Flyeralarm GmbH[4]
- 2020/2021 – Kategorie Zeitung: Das Projekt „Rocketeer“ der Mediengruppe Pressedruck und der Augsburger Allgemeinen; Kategorie Zeitschrift: Die Zeitschrift „Courage“ des Finanzenverlags; Kategorie Druck: Imagebroschüre der Architekturspezialisten „Brüderl“ gedruckt bei der Gerber Print GmbH; Ehrenpreis des Bayerischen Ministerpräsidenten: Philipp Welte, Vorstand von Hubert Burda Media[5]